# 貝茲旅館 (第四季)
《貝茲旅館》（英語：Bates Motel）第四季於2016年3月7日首播，2016年5月16日完結。本季由10集組成，於星期一下午9時ET/PT在A&E上播放。本劇被稱為1960年電影《觸目驚心》的當代前傳，講述在希治閣電影中發生的事件之前的諾曼·貝茲和他母親諾瑪的生活。本劇發生在俄勒岡州白松灣（White Pine Bay）的虛構城鎮裏。
本季備受評論界的讚譽，以及被提名兩項黃金時段創意藝術艾美獎。本季於2016年10月18日發售藍光光碟和DVD。

## 角色與卡司

### 主要角色
- 薇拉·法蜜嘉 飾演 諾瑪·露意絲·貝茲
- 佛瑞迪·海默 飾演 諾曼·貝茲
- 麥斯·希羅 飾演 迪倫·馬賽
- 奥利维亚·库克 飾演 艾瑪·戴寇迪
- 內斯特·卡博內爾 飾演 亞歷克斯·羅密歐警長

### 常設角色
- 戴蒙·古普頓 飾演 葛瑞格·艾德華醫生
- 潔美·雷·紐曼 飾演 蕾貝卡·漢密爾頓
- 安德魯·霍華 飾演 威爾·戴寇迪
- 泰倫斯·凱利 飾演 迪基·波爾頓
- 萊恩·赫斯特 飾演 奇克·霍根
- 馬歇爾·奧爾曼 飾演 朱利安·豪爾
- 凱莉-露絲·梅希爾 飾演 潘妮護士
- 艾莉亞·歐布萊恩 飾演 瑞吉娜·沃斯
- 卡莉娜·羅格 飾演 奧黛莉·艾利斯
- 費歐娜·佛魯 飾演 薇琪·夢露
- 克雷格·艾瑞克森 飾演 霍華·柯林斯
- 安妮卡·諾莉·蘿絲 飾演 莉茲·巴比特
- 路易斯·費雷拉 飾演 蓋南醫生
- 大衛·庫比特 飾演 山姆·貝茲
- 路克·羅斯勒 飾演 幼年的諾曼

### 客串角色
- 凱文·拉姆 飾演 鮑伯·派瑞斯
- 基南·崔西 飾演 岡納
- 艾莉西亞·費斯特 飾演 雅典娜
- 亞歷山卓·朱利安尼 飾演 記者
- 林賽·金特 飾演 麥克·迪克森
- 肯尼·強森 飾演 凱勒·考洪
- 吉娜·恰瑞里 飾演 歐蘇利文
- 卡門·摩爾 飾演 葛瑞絲·威
- 傑·布拉祖 飾演 賈斯汀·威爾考克
- 茉莉·普萊斯 飾演 錢伯斯警探

## 集數
| 總集數 | 集數 （季） | 標題                                                | 導演               | 編劇                           | 首播日期      | 美國收視人數 （百萬） |
| ------ | ----------- | --------------------------------------------------- | ------------------ | ------------------------------ | ------------- | --------------------- |
| 31     | 1           | 危人危己 A Danger to Himself and Others             | Tucker Gates       | 卡爾頓·庫斯 及 Kerry Ehrin     | 2016年3月7日  | 1.55                  |
| 32     | 2           | 晚安，母親 Goodnight, Mother                        | Tim Southam        | Kerry Ehrin 及 Torrey Speer    | 2016年3月14日 | 1.45                  |
| 33     | 3           | 直至死亡將你倆分離 'Til Death Do You Part           | 菲爾·亞伯拉罕      | Steve Kornacki 及 Alyson Evans | 2016年3月21日 | 1.46                  |
| 34     | 4           | 冬之光 Lights of Winter                             | T.J. Scott         | Tom Szentgyorgyi               | 2016年3月28日 | 1.52                  |
| 35     | 5           | 屈折 Refraction                                     | Sarah Boyd         | Erica Lipez                    | 2016年4月11日 | 1.42                  |
| 36     | 6           | 地下室 The Vault                                    | Olatunde Osunsanmi | Scott Kosar                    | 2016年4月18日 | 1.33                  |
| 37     | 7           | 金窩銀窩，不如自己的狗窩 There's No Place Like Home | 內斯特·卡博內爾    | Philip Buiser                  | 2016年4月25日 | 1.35                  |
| 38     | 8           | 不忠實 Unfaithful                                   | 史蒂芬·蘇吉克      | 費迪·夏摩亞                    | 2016年5月2日  | 1.52                  |
| 39     | 9           | 永恆 Forever                                        | Tim Southam        | 卡爾頓·庫斯 及 Kerry Ehrin     | 2016年5月9日  | 1.41                  |
| 40     | 10          | 諾曼 Norman                                         | Tucker Gates       | Kerry Ehrin                    | 2016年5月16日 | 1.50                  |

## 外部連結
- 官方网站
- 互联网电影数据库（IMDb）上《貝茲旅館》的资料（英文）